# Enstrophie
Die Enstrophie ist eine physikalische Größe, die bei der Beschreibung von bewegten Flüssigkeiten und Gasen (Hydrodynamik oder Fluiddynamik) von Bedeutung ist. Sie bezeichnet die Bildung eines Mittelwerts der quadratischen Wirbelstärke (engl.: Vorticity; Maß für die lokale Scherung in einer Strömung) über eine bestimmte Fläche.
Die Enstrophie findet Verwendung in der Strömungslehre, zum Beispiel in der numerischen Wettervorhersage oder bei der Betrachtung des Strömungsverhaltens von Glas-Doppel-Fassaden.